# 柯北氏曲玉瘤蛾
柯北氏曲玉瘤蛾（学名：Miaromima kobesi）为瘤蛾科曲玉瘤蛾屬下的一个种。